# 1964년 민권법

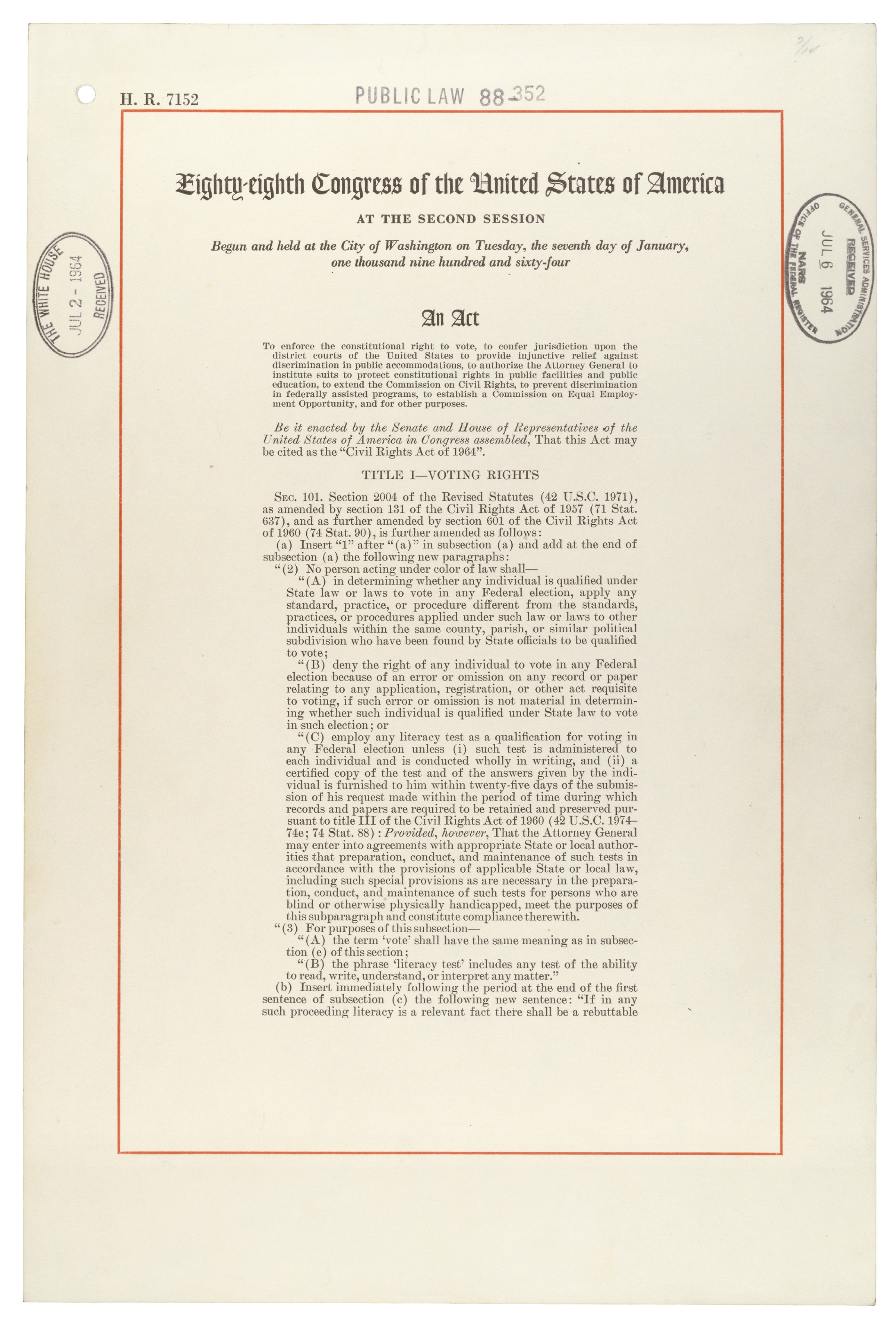

1964년 민권법(The Civil Rights Act of 1964, Pub.L. 88–352, 78 Stat. 241, 1964년 7월 2일 제정)은 인종, 민족, 출신 국가 그리고 소수 종교와 여성을 차별하는 주요한 것들을 불법화시킨 미국 민권 법제화의 기념비적 법안 중의 하나이다. 이 법은 불평등한 투표자 등록 요구 사항의 적용과 학교와 직장 그리고 편의시설(공공시설로 알려진)에서의 인종 분리를 종식시킨 법이었다.
그 법을 강제하는데 부여된 공권력은 처음에는 미약했지만, 이후를 거쳐 보강되었다. 의회에서는 미국 헌법의 여러 다른 부분 하에서 법률로 제정한 그 권위를 강력하게 옹호했다. 원칙적으로 그 권력은 헌법 제1조에 8항에 다라 주 간 상거래를 규제하는 것이며, 수정 헌법 제14조 하에서 모든 시민에 대한 동등한 법률적 보호를 보장하는 것과 수정 헌법 제15조 하에서 선거권을 보호하는 것이 그 의무이다. 그 법률은 린든 B. 존슨 대통령에 의해 서명되어 법제화되었다.

## 같이 보기
- 미국의 적극적 우대조치